# De Tinnen Schotel

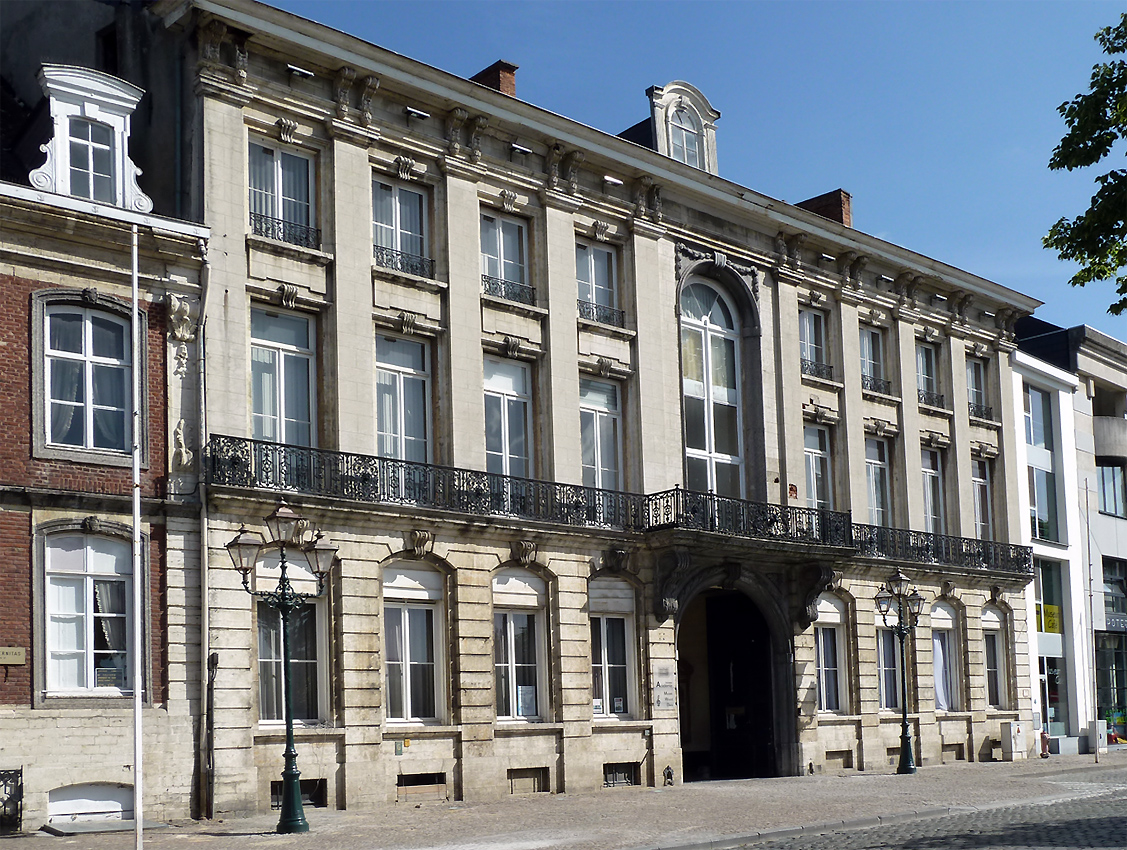
De Tinnen Schotel

De Tinnen Schotel is een beschermd monument aan de Grote Markt in Tienen. In de zestiende eeuw was het bekend onder de naam Scheuleer of Schotel. In de achttiende eeuw werd het Hôtel d'Autriche genoemd. Het was een gerenommeerd klassehotel met eminente bezoekers zoals de familie Mozart, op reis met de toen 7-jarige Wolfgang Amadeus Mozart (1763), aartshertog Albrecht van Saksen-Tesschen (1791), Napoleon Bonaparte (1803 en 1804), en Elizabeth Alexeievna, keizerin van Rusland (1818). 
Op 3 mei 1815 ontmoetten Wellington  en Blücher elkaar in De Tinnen Schotel. De Gazette van Gend schreef daarover: 
Thienen den 3 mey, de hertog van Wellington en prins de Blucher (generalissimus van het Pruisische leger) hebben elkaar ontmoet in Thienen en een vergadering gehad in Hotel de Tinne Schotel.
 De stadsklerk van Tienen schreef: 
 3 Mei – Zÿn binnen Thienen in de Schotel ten thien uren voormiddag gearriveert van Brussel den generael Wellington ende van Luyck de generael Blusscher ende hebben ’t saem geconfereert tot 12 uren ende dan vertrocken wederom nae Brussel ende Luyck, van waer sÿ gekomen waeren.
Tijdens de Tiendaage Veldtocht dineerde de Nederlandse kroonprins Willem (de latere koning Willem II) met zijn gevolg in De Tinnen Schotel na het sluiten van de wapenstilstand.
Bij een verbouwing in 1830 door architect Philippe Roblets kreeg het hotel een ander uiterlijk. Later werd het een ijzerhandel (vanaf 1846), een privéwoning voor burgemeester Victor Beauduin (vanaf 1894) en vanaf 1908 een school. Sinds 1985 is de stedelijke cultuurdienst en de academie voor muziek, woord en dans er gevestigd.

## Afbeeldingen

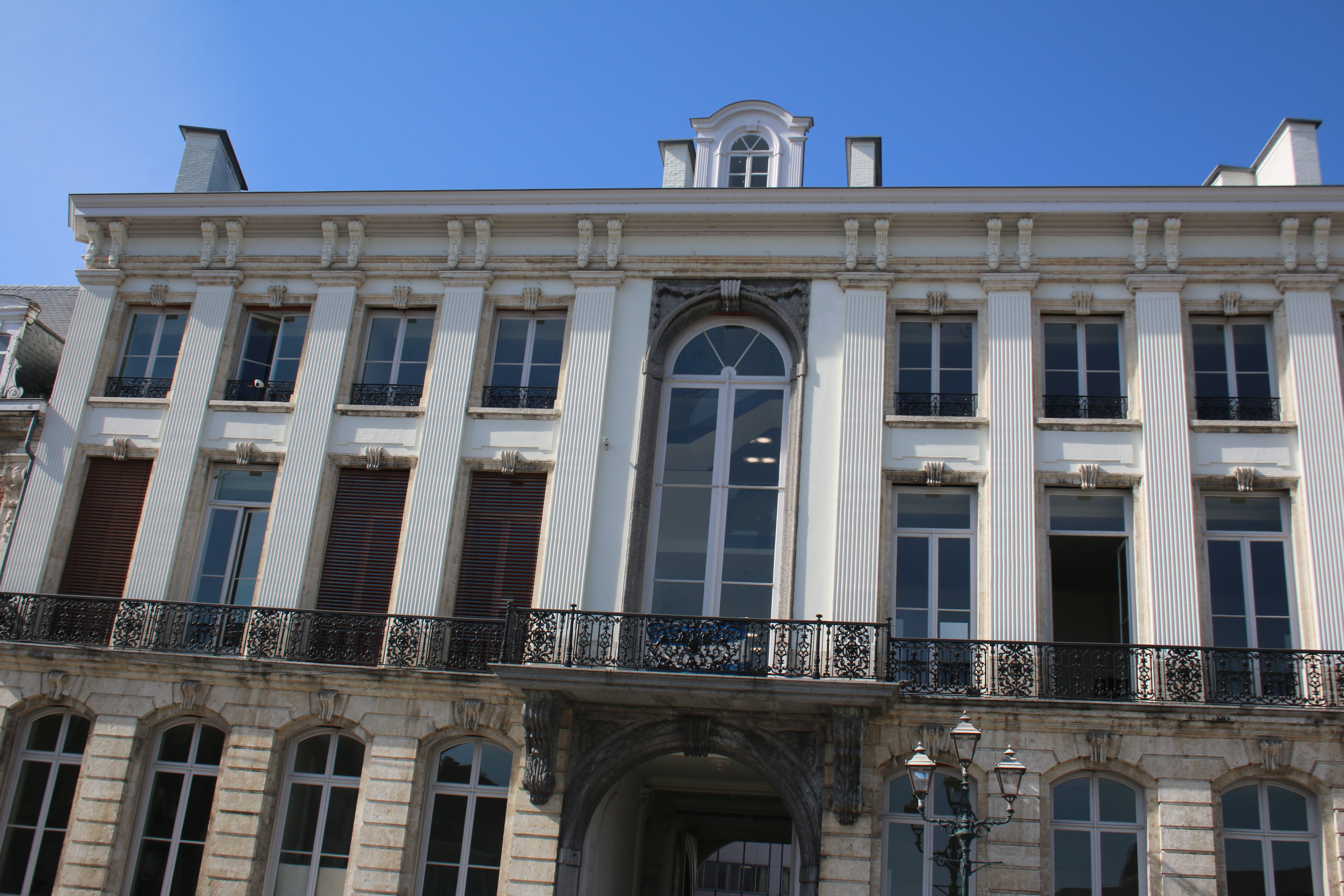
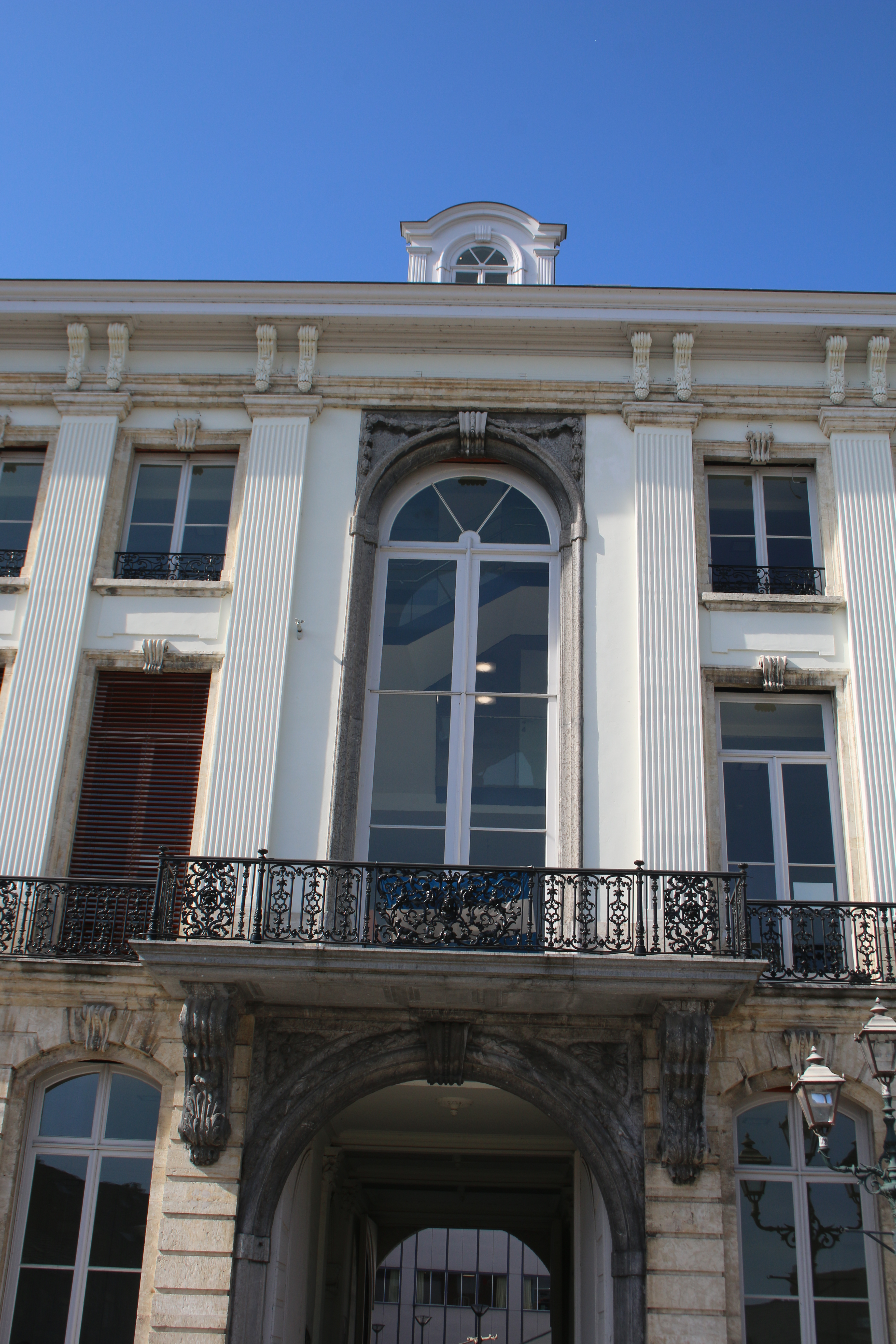